# Krötenfrösche
Die Krötenfrösche (Pelobatoidea; früher: Pelobatidae) sind eine recht urtümliche Überfamilie der Froschlurche (Anura), deren Vertreter vielfach eine krötenähnliche Gestalt, dafür aber ein froschähnliches, spitzes Gesichtsfeld besitzen (Namensgebung). 

## Merkmale
Auffällig ist unter anderem die bei Tageslicht senkrecht geschlitzte Pupille. Die Zunge ist dick, kreisförmig und fast ganzflächig mit dem Mundboden verwachsen. Bei der Paarung wird das Weibchen vom Männchen in der Lendengegend, also unmittelbar vor den Hinterbeinen umklammert (inguinaler Amplexus).

## Verbreitung
Weltweit unterscheidet man etwas mehr als 200 Krötenfrosch-Arten in 10 Gattungen und zwei Familien. Die Verbreitung der Familie Pelobatidae erstreckt sich über Europa, Nordwestafrika und Vorderasien. Die Familie der Asiatischen Krötenfrösche (Megophryidae) lebt in Südostasien. 

## Systematik und Taxonomie
Phylogenetisch werden die Krötenfrösche zwischen den Unken und Scheibenzünglern (den Archaeobatrachia) einerseits und den „Höheren Froschlurchen“ (d. h. den Neobatrachia wie: Echte Kröten, Laubfrösche, Echte Frösche) andererseits eingeordnet und werden daher – besonders nach Merkmalen des Knochenbaus – in die Unterordnung Mesobatrachia gestellt.
Die Schwestergruppe der Krötenfrösche, die Überfamilie Pelodytoidea, besteht aus den Familien Amerikanische Schaufelfußkröten (Scaphiopodidae) und Schlammtaucher (Pelodytidae) mit insgesamt 13 Arten in drei Gattungen.

### Familien und Gattungen
(Zusätzlich werden auswahlweise einzelne Arten aufgeführt)
Überfamilie Pelobatoidea:
Stand: 18. Dezember 2020
Familie Megophryidae Bonaparte, 1850 – Asiatische Krötenfrösche
- Unterfamilie Megophryinae
  - Gattung Megophrys Kuhl & Hasselt, 1822 Zipfelkrötenfrösche
    - Zipfelkrötenfrosch (Megophrys nasuta Schlegel, 1858)

Die Gattungen Atympanophrys und Xenophrys Günther, 1864 wurden 2006 in die Gattung Megophrys eingegliedert, aber ab 2016 wieder als eigenständige Taxa geführt. 2017 wurden die beiden Taxa zumindest im Rang einer Untergattung von Megophrys anerkannt, ebenso Ophryophryne Boulenger, 1903, Brachytarsophrys  Tian & Hu, 1983 und Pelobatrachus. Die Gattung Borneophrys Delorme, Dubois, Grosjean & Ohler, 2006 wurde 2016 in die Gattung Megophrys eingegliedert.
- Unterfamilie Leptobrachiinae
  - Gattung Leptobrachella Smith, 1925
  - Gattung Leptobrachium Tschudi, 1838
  - Gattung Oreolalax Myers & Leviton, 1962
    - Oreolalax sterlingae

  - Gattung Scutiger Theobald, 1868

Die Gattung Leptolalax Dubois, 1980 mit Leptobrachella synonymisiert. 
Die Gattung Vibrissaphora Liu, 1945 wurde 2008 zu Leptobrachium gestellt. 
Familie Pelobatidae Bonaparte, 1850 – Europäische Schaufelfußkröten
- Gattung Pelobates Wagler, 1830 – Europäische Schaufelfußkröten
  - Art Pelobates balcanicus Karaman, 1928
  - Art Pelobates cultripes (Cuvier, 1829) – Messerfuß
  - Art Pelobates fuscus (Laurenti, 1768) – Knoblauchkröte
  - Art Pelobates syriacus Boettger, 1889 – Syrische Schaufelkröte
  - Art Pelobates varaldii Pasteur & Bons, 1959 – Marokkanischer Messerfuß
  - Art Pelobates vespertinus (Pallas, 1771) Östliche Knoblauchkröte